# Neonove anorganske spojine
Neon je žlahtni plin, kar pomeni, da nerad tvori spojine, zato jih je poznanih zelo malo.

## Seznam

### A
- Argonov neid – ArNe

### C
- Cinkov neid – ZnNe2+
- Cirkonijev neid – ZrNe2+

### D
- Diargonov neid – Ar2Ne
- Diberilijev dioksid dineid – Be2O2·2Ne
- Diberilijev dioksid neid argonid – Ar·Be2O2·Ne
- Diberilijev dioksid neid kriptonid – Kr·Be2O2·Ne
- Dijodov dineid – I2Ne2
- Dijodov dineid dihelid – I2Ne2He2
- Dijodov dineid helid – I2Ne2He
- Dijodov dineid tetrahelid – I2Ne2He4
- Dijodov dineid trihelid – I2Ne2He3
- Dijodov neid – I2Ne
- Dijodov neid dihelid – I2NeHe2
- Dijodov neid helid – I2NeHe
- Dijodov neid tetrahelid – I2NeHe4
- Dijodov neid trihelid – I2NeHe3
- Dijodov pentaneid dihelid – I2Ne5He2
- Dijodov pentaneid helid – I2Ne5He
- Dijodov pentaneid tetrahelid – I2Ne5He4
- Dijodov pentaneid trihelid – I2Ne5He3
- Dijodov tetraneid – I2Ne4
- Dijodov tetraneid dihelid – I2Ne4He2
- Dijodov tetraneid helid – I2Ne4He
- Dijodov tetraneid tetrahelid – I2Ne4He4
- Dijodov tetraneid trihelid – I2Ne4He3
- Dijodov trineid – I2Ne3
- Dijodov trineid dihelid – I2Ne3He2
- Dijodov trineid helid – I2Ne3He
- Dijodov trineid tetrahelid – I2Ne3He4
- Dijodov trineid trihelid – I2Ne3He3
- Dineon – Ne2
- Dineonov argid – Ne2Ar
- Dineonov diklorid – Ne2Cl2

### H
- Helijev neid – HeNe+

### I
- Iridijev neid – IrNe2+

### K
- Kromov pentakarbonil neid – Cr(CO)5Ne

### L
- Litijev neid – LiNe

### M
- Molibdenov neid – MoNe2+
- Molibdenov pentakabonil neid – Mo(CO)5Ne

### N
- Neonij – NeH+
- Neonov dihelid – NeHe2
- Niobijev hidrat neid – NbHNe2+
- Niobijev neid – NbNe2+

### P
- Paladijev neid – PdNe+

### R
- Renijev neid – ReNe3+
- Rodijev neid – RhNe2+

### T
- Tantalov neid – TaNe3+
- Tetraneon – Ne4
- Titanov hidrid neid – TiH2Ne+
- Titanov neid – TiNe+
- Trineon – Ne3
- Trineonov diklorid – Ne3Cl2

### V
- Volframov neid – WNe2+
- Volframov neid – WNe3+
- Volframov pentakarbonil neid – W(CO)5Ne

### Z
- Zlatov neid – AuNe+

### ?
- (N2)6Ne7
- UO2Ne4Ar+
- UO2Ne3Ar2+
- UO2Ne2Ar3+
- UO2NeAr4+